# 环戊二烯基溴化镁
环戊二烯基溴化镁是一个化合物，化学式为C
5H
5MgBr。在此分子中，镁原子与一个溴原子和一个环戊二烯基键合。
它是格氏试剂，是一种镁与卤素原子和某个有机官能团键合的有机金属化合物。
1951年，彼得·鲍森和托马斯·基利以环戊二烯基溴化镁为原料，首次合成二茂铁。

## 制备
环戊二烯基溴化镁由环戊二烯与镁和溴乙烷在无水苯中的反应生产。